# Ildefonso-Gruppe

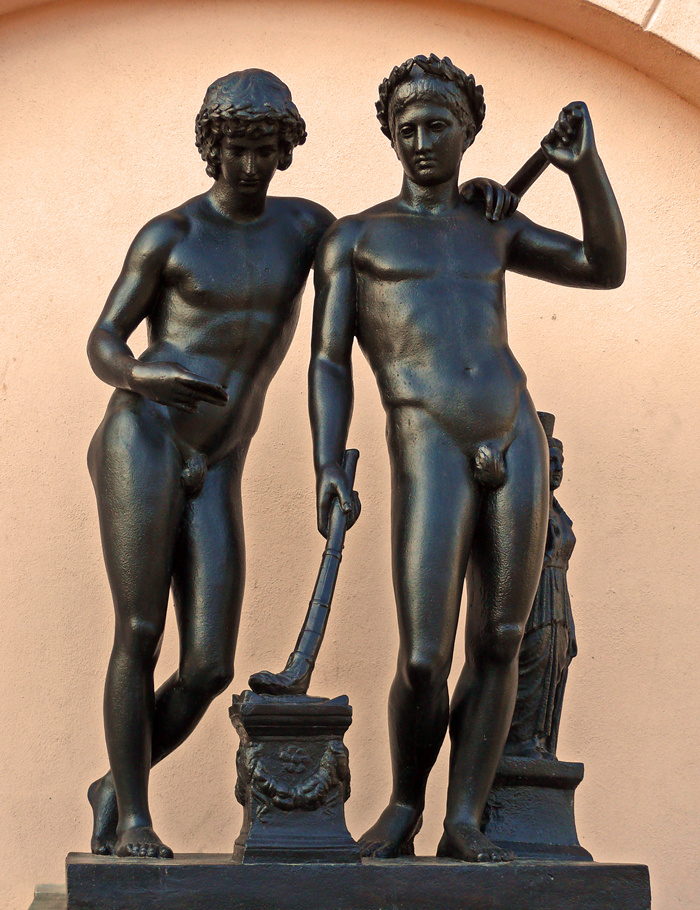
Kopie der Ildefonso-Gruppe in Weimar

Ildefonso-Gruppe ist die Bezeichnung eines heute im Museo del Prado in Madrid aufbewahrten antiken marmornen Doppelstandbildes aus Hadrianischer Zeit, das sich von 1724 bis 1839 im Schlossgarten von La Granja de San Ildefonso bei Segovia befand, woher es seinen noch heute gängigen Namen hat. Sein Fundort ist unbekannt, erstmals nachgewiesen ist es jedoch in der ersten Hälfte des 17. Jahrhunderts als Teil der berühmten Antikensammlung des Kardinals Ludovico Ludovisi.
Nach Johann Joachim Winckelmann stellt das Doppelbildnis Orestes und Pylades dar, nach Gotthold Ephraim Lessing die Personifikationen von Schlaf und Tod, Hypnos und Thanatos, und nach Ennio Quirino Visconti den auf seinen Todesdämon sich lehnenden Antinoos. Letztere Interpretation mag davon beeinflusst gewesen sein, dass der ursprünglich kopflos überlieferte linke Jüngling durch den Bildhauer und Restaurator Ippolito Buzzi 1623 unter Verwendung eines gleichfalls antiken Porträtkopfs des Antinoos vervollständigt worden war. Auch als Corydon, ein Schäfer, und der von ihm begehrte Alexis aus der Ekloge II von Vergil wurde die Gruppe gedeutet. Heute wird allgemein angenommen, dass es sich bei dem Jünglingspaar um die sogenannten Dioskuren Castor und Pollux handelt; ihre genaue ikonographische Identität bleibt jedoch weiter ungeklärt.
Der Jüngling zur Rechten hält in seiner rechten Hand eine gesenkte Fackel und trägt in der linken eine weitere über der Schulter, während der andere, den linken Arm um die Schulter seines Gefährten gelegt, den Blick auf eine kreisrunde Scheibe in seiner Rechten zu richten scheint; wahrscheinlich gießt er aus einer flachen Opferschale eine Libation (Trankopfer) auf den girlandengeschmückten kleinen Altarstein im Vordergrund, auf dem sein Begleiter eben die Fackel löscht, ein Zeichen des Todes. Hinter dem Jüngling mit der gesenkten Fackel steht auf einem Postament eine kleine Kore; neben ihrer statischen Funktion (sie stabilisiert den Fackelträger) dient sie möglicherweise zur weiteren Andeutung eines sakralen Kontextes. Der runde Gegenstand, den sie in der Hand hält, ist verschiedentlich als Ei oder Granatapfel gedeutet worden, die Kore selbst damit als Persephone.
Auffallend ist die Orientierung am griechischen Formenkanon klassischer Zeit nach Polyklet und Praxiteles, was sich u. a. in der Ponderation zeigt. Der rechte Jüngling ähnelt in vielen Elementen dem Doryphoros des Polyklet, während die Haltung seines Gefährten zur Linken deutlich auf den Apollon Sauroktonos des Praxiteles anspielt. Die Ildefonso-Gruppe ist gewissermaßen ein Pastiche der klassischen griechischen Bildhauerkunst, wie es um die Zeitenwende im römischen Reich beliebt war. Der Archäologe und Kunsthistoriker Friedrich Hauser hat dieses kreative Spiel mit Versatzstücken des klassischen Stils als „neuattisch“ bezeichnet.
Die Ildefonso-Gruppe wurde vom 17. Jahrhundert an oft in verschiedenen Materialien (Marmor, Bronze, Gusseisen, Porzellan) kopiert, wobei auch die Größe variierte (die Höhe des Originals beträgt 161 cm). So finden sich Kopien u. a. im Treppenhaus von Goethes Wohnhaus zu Weimar wie auch unweit des Weimarer Stadtschlosses auf dem Ildefonso-Brunnen neben dem Eingang zum Studienzentrum der Herzogin-Anna-Amalia-Bibliothek. Im Park Sanssouci, im Schloss Charlottenburg und im Park von Schloss Neustrelitz wurden ebenfalls Repliken aufgestellt, sowie in Frankreich in den Schlossparks von Versailles und Sceaux. Auch im Londoner Victoria and Albert Museum ist eine Kopie zu sehen.
Neuzeitliche Künstler ließen sich durch das antike Werk zu plastischen ganzfigurigen Doppelbildnissen anregen: Der Bildhauer Johann Gottfried Schadow nahm Kompositionselemente der Ildefonso-Gruppe in seinem Doppelstandbild der Prinzessinnen Luise und Friederike von Preußen (1797; Berlin, Alte Nationalgalerie) auf, sein Kollege Ernst Rietschel in seinem Goethe-Schiller-Denkmal vor dem Deutschen Nationaltheater in Weimar.